# Trash (ザ・スターリンのアルバム)
『trash』（トラッシュ）は、日本のロックバンドであるザ・スターリンの1枚目のオリジナル・アルバム。
1981年12月24日にインディーズレーベルであるポリティカルレコードから限定2000枚でリリースされ、販売はシティーロッカーレコードにより行われた。前作となるミニ・アルバム『スターリニズム』（1981年）よりおよそ8ヶ月振りにリリースされた作品であり、作詞は全曲共に遠藤ミチロウ、作曲・プロデュースはザ・スターリン名義となっている。A面にはマッドスタジオにてスタジオ録音された音源が収録され、B面には法政大学および京都磔磔でのライブ音源が収録されている。メンバーは金子アツシが脱退し、新たにギタリストとしてタムが参加している。
後にシングルカットされた「ロマンチスト」（1982年）の原曲「イスト（主義者）」や、アルバム『Fish Inn』（1984年）の予約特典のソノシートとして再録音された「解剖室」、「バキューム」の原曲、ファーストシングルとしてリリースされた「電動コケシ」（1980年）のライブバージョンが収録されている。1981年の限定リリース後に再リリースは一切行われなかったが、2020年7月1日におよそ40年振りに再リリースされた。

## 背景
ザ・スターリンは1980年6月6日に結成され、9月5日にシングル「電動こけし/肉」を自主制作レーベルであるポリティカルレコードからリリース、1981年4月7日にはミニ・アルバム『スターリニズム』をリリースした。遠藤は当初自主制作レーベルとして「KIKU RECORD」を設立したものの何もリリースされず、「電動こけし/肉」のリリースに伴ってポリティカルレコードへと名称を変更した。ギター担当の金子アツシはザ・スターリンにおいて活動するために専門学校を中退していたが、1年程度の活動でザ・スターリンからも脱退することになった。金子は練習の際に必ず遅刻する状態であり、次第にそれがエスカレートして予約時間の終了間際に来ることや完全に来ないことなどが発生した。練習に来た際も金子の態度は険悪なものであり特に遠藤に対して最も悪態を付いており、ある日に態度を巡って口論になった結果「もうオマエとはやれない」と金子は遠藤に告げ、その後電話にて遠藤は金子を30分程度なだめていたものの、金子は「てめーふざけんな、この時代遅れ!」と遠藤を罵り決別することになった。
脱退した金子に代わるギタリストとして遠藤はタムを加入させることになった。タムは日頃から温厚な性格であり、すでにハードコア・パンクバンドであるチフスのリーダーとして活躍していたもののそれを鼻に掛けることもなく、高圧的であった金子とは正反対の人物であった。タムは練習の度に必ず新曲を持ち込んでおり、ハードコア色が強い楽曲が多くバンドの音が一気にプロのような音色になったものの、乾は金子による創造力を掻き立てる曲作りやガレージロックのような音楽性を好んでいたとも述べている。またタムが加入したことを受けて、チフスのソノシートがポリティカルレコードからリリースされている。しかしタムを引き抜いたことに端を発し、ハードコア・パンクバンドの人物たちからザ・スターリンは激しくバッシングを受けることになり、これについてドラムス担当の乾純はザ・スターリンとその他のハードコア・パンクバンドには根本的な違いがあると主張しており、ザ・スターリンが「対幻想にのみ開く生活の中にこそ思想が生まれる」という考え方であったのに対し、直接的に政治に向かう姿勢であったハードコア勢とは溝があったと述べている。
この当時、ライブにて遠藤はステージ上から客席に向けて放尿、鶏の頭を投げ込む事などを行っていたが、迫力がないとの理由から生ゴミを投げ込むようになり、さらに豚の臓物を投げ込むようになった。さらにエスカレートして豚の生首を投げつける事や、遠藤が全裸になり客席に飛び込むなどの過激なパフォーマンスが徐々に話題となっていった。そんな折、『デイリースポーツ』からの取材を受け同紙の芸能欄に掲載された事を切っ掛けに、1981年9月10日号の週刊『女性自身』にて「変態バンド"スターリン"の信じられないショックステージ!!」のタイトルでスクープされ、ライブ内容が大きく取り上げられた。記事冒頭には「ここまで来たニュー・ロック」という言葉が掲載されているが、これに関し遠藤は当時すでに「ニュー・ロック」という言葉が死語であった事、記事中に「パンク」という言葉がない事を指摘している。その後、1981年12月号の『月刊プレイボーイ』にて初めて「ハード・コア・パンク」として紹介された。また同誌では「ステージ上で破天荒なパフォーマンスを繰り広げるバンド」として他に非常階段の名を挙げており、遠藤曰く当時の3大変態バンドとして「ザ・スターリン」、「じゃがたら」、「非常階段」が主に取り上げられていたという。

## 録音と経緯
本作は1981年9月にマッドスタジオでレコーディングされたスタジオ音源を収録したA面と、1981年10月31日の法政大学公演と11月7日の京都磔磔公演におけるライブ音源を収録したB面で構成されている。ギター担当の金子が脱退した後のレコーディングであり、メンバーは遠藤（ボーカル）、タム（ギター）、杉山晋太郎（ベース）、乾（ドラムス）となっている。
本作に収録された法政大学公演では聴衆800人が動員されており、当日のパフォーマンスにより遠藤は頭部を5針縫う怪我を負っている。同年11月1日の杉野服飾大学短期大学部公演では在校生の女子たちが激怒し、ステージ上に赤ワインのボトルが投げ込まれた。同日夜には横浜市立大学の学園祭における公演が行われたが、出演の終盤になって杉山が乾の下へ駆け寄り、「ジュンちゃん、逃げろ!」と告げた後に「硫酸!?指の皮膚がずるずると剥けて弾けない!」と述べた。客席から投げ込まれたものは後に硫酸ではなく硝酸であったという説もあったが、結果として当日のライブは中止となり、乾は後に「このときはさすがにゾッとした」と述べている。
11月4日には関東学院中学校高等学校の学園祭にて乱入ライブを起こったが、ライブ中に全裸になった事で警察を呼ばれ、遠藤は公然わいせつ罪で逮捕された。関東学院中学校高等学校はミッションスクールであり、同校の生徒から学園祭への出演依頼があったものの学校側から許可が下りず、ゲリラ的に乱入してライブを行う事となっていた。警察による逮捕後に現場での目撃者が捜索され、同校の生徒は誰も目撃証言者として名乗り出なかったが、同校の生徒ではない近所の小学生が目撃していたため連行される事となった。また遠藤以外のメンバーも警察に逮捕され、寿警察署に連行される事態となった。乾は取り調べの際に警察側からカツ丼を勧められたが、「権力の金でカツ丼食うほど落ちぶれちゃいねーぜ」との思いから断ったと述べている。京都磔磔公演の模様は本作に収録されているが、頭に大けがを負っていた遠藤はライブ・レコーディングがあることを忘れて大暴れし、さらに傷を深める結果になった。東京への帰り道で立ち寄った名古屋の久屋大通公園にて行われた野外ステージにおいて、再び遠藤は局部を露出したためにステージ終了後に逃げるように帰ったと乾は述べている。
本作のライブ音源に関して乾は「演奏は荒く、『観賞』なんかには耐えられない」と述べつつも、本作が後に至るまで人気を博しているのは荒い演奏も理由として挙げられると述べている。ライブ会場の雰囲気に飲まれた乾のドラムスはスピードが上がり、杉山がそれに付いていけない場面も見受けられるものの、乾は「それがまたあの野蛮な音質に妙な親和性があってかっこいい」と述べている。本作の制作費は遠藤が半分を捻出、残りの半分を音楽誌『DOLL MAGAZINE』の編集長であった森脇美貴夫が出資している。後にザ・スターリンのディレクターを担当することになる加藤正文は、2019年時点で本作の音の悪さは指摘しつつも「1曲1曲の輪郭がはっきりしていて歴史に残る名盤」であると述べている。

## リリース、アートワーク、チャート成績、批評
| 専門評論家によるレビュー | 専門評論家によるレビュー |
| レビュー・スコア         | レビュー・スコア         |
| 出典                     | 評価                     |
| ------------------------ | ------------------------ |
| TOWER RECORDS ONLINE     | 肯定的                   |

本作は1981年12月24日にポリティカルレコードからLPにてリリースされた。プレスされていた2000枚は即完売し、当時のインディーズレーベルとしては異例の売上を記録した。これによりザ・スターリンは日本のアンダーグラウンドシーンにおいてトップに躍り出る形となった。当初のプレス枚数は1000枚の予定であったが、予約が急増したため急遽2000枚に変更された。リリース後に即完売した影響でプレミアが付き、中古価格が1万円程度まで増加したと乾は述べている。
ジャケットイラストは漫画家の宮西計三による。これは当時遠藤が知り合いの編集者から漫画雑誌『ガロ』に連載していた漫画家の副業として紹介されて実現したものである。本作のジャケットについて乾は「このレコードの狂気の裏側の知性、強さの裏側の脆さという特徴を引き出している」と述べている。
本作は海賊盤となるアナログ盤やCD盤などが存在したが、公式の再リリースは一切行われなかった。しかし2019年4月25日の遠藤死去後となる同年12月31日に公式Twitterよりアナログ盤とCDでの再リリースが告知され、公式としては初のCD化となった。その後、2020年6月26日に開催される予定であったザ・スターリン40周年記念ライブ「大破産」にて先行販売されるという告知が行われたが、新型コロナウイルス感染症の流行の影響により同イベントは開催延期となった。
6月4日にはタワーレコードオンラインにて、7月1日に再リリースされる事が正式に告知された。また同日には遠藤の公式Twitterにて本作の再リリースに否定的であった遠藤の了承を得た上での再リリースであった事が告知された。再リリース盤はオリコンアルバムチャートにおいて最高位第14位で、登場週数は6回となった。音楽情報サイト『TOWER RECORDS ONLINE』では、本作を「日本パンクロック史に残る伝説的激レアアイテム」を位置づけており、初回生産分が即完売したことやインディーズレコードとしては初のヒット作になったにも拘わらず未CD化であったことに触れた上で、「伝説化しているクレージーすぎる狂乱のライヴ」ばかりが語り草となっているものの「欧米のパンクの核心を捉えつつ日本人の独自性に昇華させた楽曲・サウンドそのものに聴く者の内面をえぐりだすインパクトと深淵さ」にこそ注目すべきであると主張した上で称賛した。

## ツアー
1981年4月12日の富山県のライブハウスMEDIA公演において、聴衆の反応が悪いことやそれにも拘わらず平然としている他のメンバーに憤慨した乾は、トムトムが付いたままのバスドラムセットを客席に投げ込む行為を行った。ほとんどの聴衆は逃げ切ったものの女子高生が逃げ遅れ、バスドラムに付いたフックで額を切り裂く惨事となりライブは中止となった。乾は遠藤と共に入院した女子高生の病室に見舞いに訪れたが、女子高生は「あれはあなた方の表現だと考えています、そしてその表現に私自身が関わることができて寧ろ光栄に思います」と述べたという。
6月27日には慶應義塾大学の日吉校舎にてライブが行われ、ザ・スターリンの直前に出演した非常階段の破壊行為が過激であったために主催者側がPAの電源を切る行為を行った。その後ザ・スターリンの出番になってもPAは復活せず、業を煮やした金子と乾はそのまま演奏を開始、その演奏に逆上した非常階段のメンバーが乱入し、リーダーであるJOJO広重はバットを使用して窓ガラスや消火器を破壊する行為を行った。当日に初めて演奏されたのが「メシ喰わせろ!」であり、同曲は町田町蔵が所属していたINUのアルバム『メシ喰うな!』（1981年）の表題曲への返歌であったが、実はINUの「メシ喰うな!」も矢野顕子のアルバム『ごはんができたよ』（1980年）の表題曲への返歌であったため、二重の返歌になっていると乾は述べている。
7月20日に渋谷屋根裏で行われた「チフス解散コンサート」において、タムはザ・スターリンの一員としてギター演奏を行った。これがタムのザ・スターリンとしての初のライブ演奏となったが、暴徒と化した聴衆によって天井が抜けて屋根が剥き出しになる事態となった他、杉山と友好関係にあった映画監督の石井聰亙が当日会場を訪れており、石井が感銘を受けたことから映画『爆裂都市 BURST CITY』（1982年）への出演に繋がったと乾は述べている。同日のライブでは失神者が続出し救急車が呼ばれる騒ぎとなり、以後ライブハウスである渋谷屋根裏は出入り禁止になったため、同会場でのライブは同日が最後となった。当時のザ・スターリンのライブでは観客の暴動により器物損壊が発生することでギャラの半分以上が弁償代として消費される事態となっており、最高額では30万円程となったという。
過激なライブのため東京近郊でのライブハウスから公演禁止処分が出る事も多く、ザ・スターリンはそれまでロックバンドがライブを行った事がないような地方都市においてもライブを行うようになった。これにより、様々な場所でのコンサートツアーのルートを開拓する事に繋がり、後進のバンドにとってツアーが組みやすくなっただけでなく、地方の聴衆に対してパンクという音楽を広める一因ともなった。

## 収録曲
- CD付属の歌詞カードに記載されたクレジットでは全作詞が遠藤みちろう、全作曲がTHE STALINと記載されているが[40]、ライブ・アルバム『FOR NEVER』（1985年）および『I was THE STALIN〜絶賛解散中〜完全版』（2012年）付属の歌詞カードにおいて記載された作曲者名、また日本音楽著作権協会の作品データベース検索サービスに登録された作曲者名は個別に表記する。

| #         | タイトル               | 作詞         | 作曲         | 時間  |
| --------- | ---------------------- | ------------ | ------------ | ----- |
| 1.        | 「解剖室」             | 遠藤みちろう | 遠藤みちろう | 2:04  |
| 2.        | 「冷蔵庫」             | THE STALIN   | THE STALIN   | 1:37  |
| 3.        | 「TRASH」              | 遠藤みちろう | 遠藤みちろう | 1:16  |
| 4.        | 「天上ペニス」         | 遠藤みちろう | 遠藤みちろう | 1:47  |
| 5.        | 「革命的日常」         | 遠藤みちろう | 乾純         | 3:17  |
| 6.        | 「主義者（イスト）」   | 遠藤みちろう | 遠藤みちろう | 1:21  |
| 7.        | 「インテリゲンチャー」 |              |              | 1:22  |
| 8.        | 「バキューム」         | 遠藤みちろう | 遠藤みちろう | 2:14  |
| 9.        | 「BIRD」               | 遠藤みちろう | 遠藤みちろう | 1:08  |
| 10.       | 「溺愛」               | 遠藤みちろう | タム         | 5:07  |
| 合計時間: | 合計時間:              | 合計時間:    | 合計時間:    | 21:13 |

| #         | タイトル          | 作詞         | 作曲         | 時間  |
| --------- | ----------------- | ------------ | ------------ | ----- |
| 1.        | 「メシ喰わせろ!」 | 遠藤みちろう | 遠藤みちろう | 3:40  |
| 2.        | 「ハエ」          |              |              | 1:44  |
| 3.        | 「ハードコア」    | 遠藤みちろう | 遠藤みちろう | 1:36  |
| 4.        | 「猟奇ハンター」  | 遠藤みちろう | 遠藤みちろう | 1:49  |
| 5.        | 「電動コケシ」    | 遠藤みちろう | 遠藤みちろう | 2:42  |
| 6.        | 「アーチスト」    | 遠藤みちろう | 遠藤みちろう | 4:10  |
| 7.        | 「豚に真珠」      | 遠藤みちろう | 遠藤みちろう | 1:29  |
| 8.        | 「GASS」          | 遠藤みちろう | 遠藤みちろう | 1:04  |
| 9.        | 「サル」          | 遠藤みちろう | 遠藤みちろう | 0:35  |
| 10.       | 「撲殺」          | 遠藤みちろう | 遠藤みちろう | 3:34  |
| 合計時間: | 合計時間:         | 合計時間:    | 合計時間:    | 22:23 |

## スタッフ・クレジット
- CD付属の歌詞カードに記載されたクレジットを参照[40]。

### THE STALIN
- ミチロウ – ボーカル
- タム – ギター
- 晋太郎 – ベース
- 乾純 – ドラムス

### スタッフ
- ザ・スターリン – プロデューサー
- 小西康司 – レコーディング・エンジニア
- 比留間整 – レコーディング・エンジニア
- PIL・BOX – レコーディング・エンジニア（B面7, 8曲目）
- 宮西計三 – 表紙絵

## リリース日一覧
| No. | リリース日     | レーベル             | 規格 | カタログ番号 | 備考             | 出典          |
| --- | -------------- | -------------------- | ---- | ------------ | ---------------- | ------------- |
| 1   | 1981年12月24日 | ポリティカルレコード | LP   | MIG2505L     | 限定2000枚       | [ 43 ]        |
| 2   | 2020年7月1日   | ポリティカルレコード | LP   | MIG2506L     |                  | [ 44 ]        |
| 3   | 2020年7月1日   | ポリティカルレコード | CD   | MIG2507      | 紙ジャケット仕様 | [ 45 ] [ 24 ] |